# Luciosoma
Luciosoma és un gènere de peixos de la família dels ciprínids i de l'ordre dels cipriniformes.

## Taxonomia
- Luciosoma bleekeri (Steindachner, 1878)
- Luciosoma pellegrinii (Popta, 1905)
- Luciosoma setigerum (Valenciennes, 1842)
- Luciosoma spilopleura (Bleeker, 1855)
- Luciosoma trinema (Bleeker, 1852)[1][2]